# Воображаемые географии
Воображаемые географии (англ. Imagined geographies) — понятие, введённое Эдвардом Саидом, главным образом в его книге Ориентализм, означающее специфическое социальное восприятие пространства, порождённое текстами, изображениями и дискурсами. Термин воображаемые означает не «фиктивные» или «вымышленные», но «воспринимаемые» и осмыслен в рамках социального конструкционизма наряду с «Воображаемыми сообществами» Бенедикта Андерсона. В «Ориентализме» Саид утверждает, что восприятие «Востока» как открытой, девственной территории, не способной к самостоятельному управлению порождено западной культурой под влиянием академического востоковедения, отчётов путешественников и колониализма.